# (99993) 1981 ED42
(99993) 1981 ED42 es un asteroide perteneciente al cinturón de asteroides, descubierto el 2 de marzo de 1981 por Schelte John Bus desde el Observatorio de Siding Spring, Nueva Gales del Sur, Australia.

## Designación y nombre
Designado provisionalmente como  981 ED42.

## Características orbitales
1981 ED42 está situado a una distancia media del Sol de 3,143 ua, pudiendo alejarse hasta 3,554 ua y acercarse hasta 2,731 ua. Su excentricidad es 0,130 y la inclinación orbital 4,660 grados. Emplea 2035,47 días en completar una órbita alrededor del Sol.

## Características físicas
La magnitud absoluta de 1981 ED42 es 15,4. Tiene 4,651 km de diámetro y su albedo se estima en 0,047. Está asignado al tipo espectral.